# Ceol de Wessex
Ceol de Wessex (también llamado Ceola o Ceolric) fue un rey de Wessex.
Hijo de Cutha (hijo, a su vez, de Cynric), reinó desde 591/592 hasta 597, después de suplantar a su tío Ceawlin tras ganarle en una batalla en un lugar llamado Woden's Barrow o Woden's Burg, en Wiltshire. Así, arrebató el trono a su legítimo heredero, el hijo de Ceawlin Cuthwine. Tras su muerte, el trono pasó a su hermano Ceolwulf, porque su hijo Cynegils de Wessex era demasiado joven para asumirlo, algo bien visto entre los sajones.

## La línea de Ceol
Ceol fue fundador de una subfamilia real de Wessex, que gobernó en diferentes periodos hasta el siglo VII: 591-645, 648-674 y 676-685, abarcando los siguientes monarcas: Ceol, Ceolwulf, Cynegils, Cenwalh, Seaxburh y  Centwine. Por otro lado, Coenwulf de Mercia y Ceolwulf de Mercia se consideraban descendientes de Ceol, lo que significaría que tres siglos después de su muerte la línea de Ceol seguía presente.